# Конституція Індії

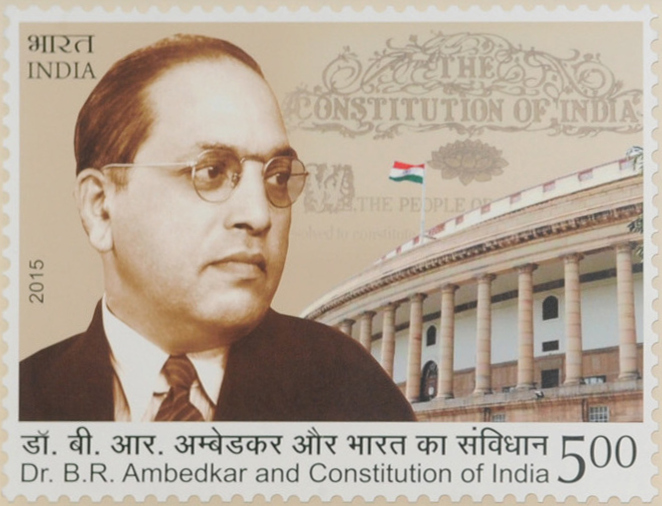
Конституція Індії і її автор Бхімрао Рамджі Амбедкар

Конституція Індії (англ. Constitution of India, гінді भारतीय संविधान) — верховний закон Індійської Республіки, основа, на якій побудовані фундаментальні політичні принципи, встановлена структура, процедури, повноваження і обов'язки Уряду Індії та урядів окремих адміністративних одиниць, основні права і обов'язки громадян.
Конституція Індії була прийнята Установчими зборами 26 листопада 1949 року, два роки після здобуття країною незалежності. Набула чинності в 26 січня 1950 року й з поправками діє досьогодні. За конституцією, Індія є суверенною, демократичною республікою, що гарантує своїм громадянам правосуддя, рівноправ'я і свободу. За 42-гою поправкою 1975 року до визначення Індійської Республіки були додані слова «соціалістична» і «світська». День ухвалення Конституції є офіційним святом в Індії, що святкується щорічно 26 січня як День Республіки.
Конституція замінила собою Акт про державний лад Індії 1935 року, що регулював його діяльність до 1950 року. Головним автором Конституції вважається Бхімрао Рамджі Амбедкар, голова Конституційного комітету.

## Характерні риси та особливості
Конституція Індії 1950 р. — унікальний у світовій практиці конституційний документ, оскільки вона:
- Є найбільшою за обсягом конституцією у світі[4]  — включає 465 статей, 12 великих додатків, понад 70 поправок і складається з 117 369 слів у версії англійською мовою, крім якої існує також офіційний переклад на хінді. Кожен закон, що приймається урядом, повинен знаходитися у згоді з конституцією як верховним законом держави.;
- Дуже докладна і детальна, але її основний зміст стосується найважливіших сторін суспільного та державного ладу, правового статусу особистості;
- Еклектична: автори конституції прагнули «навчитися усього» у всього світу, зосередити у своїй конституції всі найкращі конституційні досягнення інших держав, через що індійська конституція запозичила ряд положень конституційних актів колишньої метрополії — Великої Британії, а також конституцій СРСР, США, Канади, Японії, Австралії та ін;
- Є дуже гнучкою (передбачає дуже простий порядок внесення поправок), в результаті чого за 50 років були змінені сотні її різних положень, тобто Конституція Індії постійно «пристосовується» до ситуації. У результаті прийняття поправок було додано близько 80 нових статей, виключено близько 20, всього було вироблено близько 500 різних зміни у тексті. Одні поправки вносяться до тексту Конституції, змінюючи його, інші додаються до неї (є дуже розлогі поправки, окремі з них близькі за обсягом до Конституції США).

Незважаючи на об'ємність і структурну складність індійської Конституції, можна виділити найважливіші характерні її риси:
- Юридичне закріплення суверенітету Індійської Республіки, завойованого в результаті антиколоніального руху (преамбула);
- Негативне ставлення до соціальної нерівності;
- Проголошення вельми широкого кола прав, свобод і обов'язків громадян (частини 3, 4, 4-А) з урахуванням індійської специфіки, кастової системи, збереження великого розриву в рівні розвитку різних етнічних груп;
- Закріплення принципу змішаної економіки, де державний сектор відіграє важливу роль. Вона передбачає обмеження і скасування великих монополій, введено спеціальне антимонопольне законодавство, але близько 130 великих монополій і в наш час[коли?] контролюють ѕ всіх приватних активів;
- Поєднання деяких традиційних індійських інститутів з інститутами, породженими глобальним розвитком конституційного права;
- Політика підтримки загального миру і міжнародної безпеки при висуванні на перший план пріоритетних інтересів Індії, особливо в останні роки, зважаючи на наявність у цієї країни ядерної зброї;

## Основи правового статусу особи
Основи правового статусу індійських громадян однакові, але визначаються нерівними за значенням статтями конституції. Соціально-економічні права формулюються як керівні принципів політики з витікаючими звідси особливостями їх судового захисту; інші права закріплені іншими статтями конституції. Фактичне здійснення всіх цих прав, проте, в специфічних умовах країни неоднаково і багато в чому залежить від збережених пережитків кастової системи, рівня розвитку етнічних груп.
Конституція встановлює рівноправність громадян перед законом, забороняє дискримінацію за мотивами релігійної, расової, кастової приналежності, статі та місцевості народження.
До соціально-економічних прав, які проголошує Конституція Індії 1949 р. відносяться: право на захист від експлуатації, в числі керівних принципів політики — право на достатні кошти для існування тварини, на працю, на захист від економічної експлуатації, на державну допомогу у випадку хвороби, безробіття, право на прожитковий мінімум, право дітей на обов'язкове безкоштовне навчання.
Політичні права включають свободу слова, друку, право на об'єднання та інші традиційні політичні права і свободи.
Серед особистих свобод Конституція називає недоторканність особи (хоча допускається широко використовувалося в Індії за оголошення надзвичайного становища тривалий превентивне взяття під варту без суду), свободу пересування, недоторканність житла, таємницю листування та інших. Конституція скасує феодальні титули, недоторканність (особливо принижене становище однієї з каст).
Заборонялася дискримінація за мотивами релігійної або кастової належності, проголошувався захист прав та інтересів меншин. Були заборонені торгівля людьми, примусова праця, праця дітей до чотирнадцяти років на фабриках або в шахтах. Держава обіцяла в межах її економічних можливостей та розвитку зробити все необхідне для забезпечення права на працю, освіту і державну допомогу у випадках безробіття, старості, хвороби, непрацездатності. Держава прагнула забезпечити протягом десяти років з моменту введення в дію Конституції обов'язкове безплатне навчання для всіх дітей до чотирнадцяти років.
Основні права забезпечуються конституційними гарантіями: при їх порушенні громадянин може звертатися в будь-який суд, включаючи Верховний, і останній може прийняти примусове рішення (низової суд не може оголосити той чи інший закон неконституційним, він забезпечує лише здійснення основних прав). Права, закріплені в розділі про керівні принципи політики, такими гарантіями не забезпечені.
У Конституції Індії зафіксовані також основні обов'язки громадян. До їх числа відносяться: дотримання ідеалів та інститутів країни, повага державного прапора та державного гімну, військовий обов'язок, обов'язок дотримуватися ідеалам національно-визвольної боротьби, розвивати науковий підхід, проявляти гуманізм, прагнути до досконалості у всіх областях індивідуальної та колективної діяльності та ін. Багато з цих обов'язків мають не юридичний, а моральний характер.